# فیستول راست‌روده‌ای-مهبلی

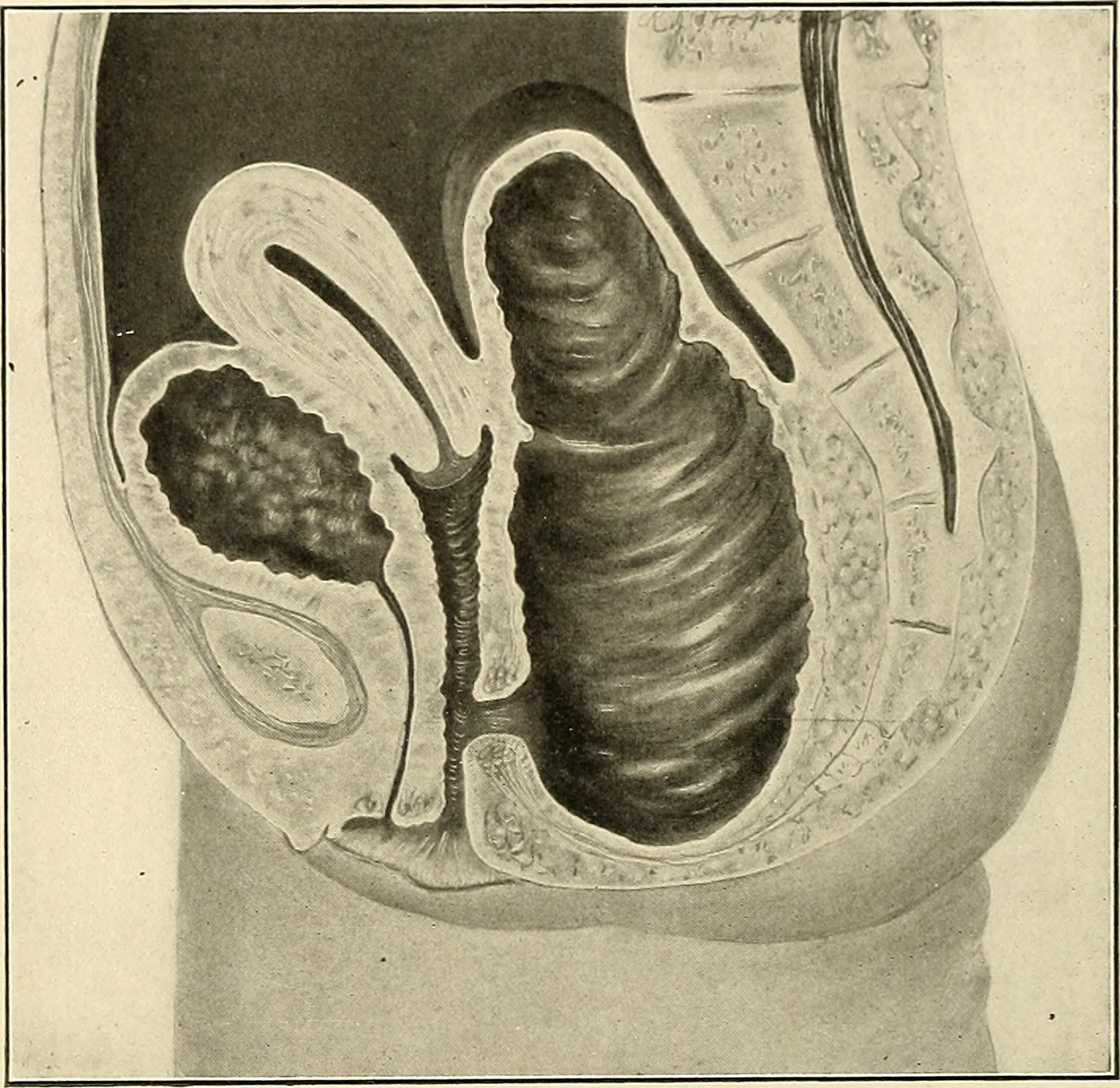
فیستول رکتوواژینال

فیستول رکتوواژینال یا فیستول راست روده‌ای - مهبلی (به انگلیسی: Rectovaginal fistula (RVF)) بیماری که در آن فیستول یا راه ارتباط غیرطبیعی بین راست روده و مهبل وجود داشته باشد.
- فیستول راست روده-مهبلی می‌تواند فرد را ناتوان سازد. گستردگی این مجرا زمانیست که بین رکتوم و مهبل ایجاد شده باشد که در این صورت به فرد اجازه خواهد داد تا باد شکم و مدفوع را از راه واژن دفع کند که این روند منجر به بی‌اختیاری مدفوعی می‌شود.
- ارتباط مستقیمی میان ادرار مکرر و عفونت‌های واژنی وجود دارد. این نوع از فیستول می‌تواند به علت عدم تشخیص متخصصان اطفال از ناهنجاری‌های مقعدی باشد.
- شدت علائم به اندازه مجرا بستگی دارد.

## سبب‌شناسی
- فیستول رکتوواژینال به‌طور معمول نتیجه تروما در طی زایمان (سبب مشهور شدن آن به فیستول زایمانی) در شرایطی بمانند زیستن در کشورهای در حال توسعه بوده که در آن مراقبت‌های بهداشتی نامناسب انجام می‌گیرد.
- فیستول رکتوواژینال می‌تواند نشانی از بیماری‌های مختلف از جمله عفونت توسط بیماری هوچکین یا نتیجه ناخواسته از عمل جراحی بمانند جراحی درناحیه میان دوراه یا جراحی تغییر جنسیت بوده یا ممکن است به عنوان عارضه جراحی هیسترکتومی باشد.

## درمان
به‌طور کلی درمان فیستول راست روده‌ای-مهبلی به دو دسته تقسیم‌بندی می‌شود:نخست آن دسته که نیاز به عمل جراحی جهت برطرف شدن عارضه دارند. دوم آن دسته‌اند که با پرتودرمانی این بدخیمی لگنی را می‌توان در آنان برطرف نمود.
- به ندرت کولوستومی انحرافی (در دسته‌بندی نخست) برای این بیماری خوش‌خیم نیاز است.